# Kæmpefjergræs
Kæmpefjergræs er en staude med en tueformet vækst. Bladene er stive og oprette. Arten bruges som prydplante i staudebede, og hvor der er behov for en høj grad af tørketålsomhed.

## Kendetegn
Kæmpefjergræs (Celtica gigantea) er en græsart med en tueformet vækst. Bladene er grundstillede og smalt linjeformede med fint tandet bladrand. Begge bladsider er hårløse og grågrønne. De blomsterbærende skud er betydeligt højere end tuens blade. Blomsterne findes endestillet i løse toppe, som bliver siddende vinteren over. Disse strå får en guldgul høstfarve. Blomstringen foregår i marts-april, og de enkelte blomster er stærkt reducerede, som det er normalt blandt græsserne. Frøene er nødder.
Rodsystemet er kraftigt og både dybtgående og vidt udbredt.
Kæmpefjergræs når en højde og bredde i tuen på ca. 75 cm, mens de blomsterbærende stængler kan nå højder på 200 cm.

## Hjemsted
Kæmpefjergræs er udbredt på den Iberiske halvø, Balearerne og i Nordafrika. Arten hører hjemme i tørre bjergområder med sandet og svagt sur jordbund. Parque Nacional de Monfragüe y Área de Influencia ligger ligger i det sydvestlige Spanien, dvs. mellem Plasencia og Caceres. Området ligger mest i højder lidt under 600 m. Jordbunden er porøs og ret sur. Der kommer gennemsnitligt ca. 750 mm nedbør om året, men deraf næsten intet om sommeren (under 5%). Det giver en tørketid på 2-5 måneder, der slutter i oktober. Temperaturgennemsnittet ligger mellem – 1 og +40 grader. Under disse vilkår findes arten her sammen med bl.a. almindelig asparges, almindelig blåmunke, almindelig draphavre, almindelig hjulkrone, almindelig hyld, almindelig hør, almindelig klokkeskilla, almindelig kristtorn, almindelig myrte, almindelig nældetræ, almindelig sandløg, almindelig slangehoved, almindelig sæbeurt, almindelig vedbend, almindelig vin (vildform), bjergmandstro, buskkortlæbe, enkeblomst, etruskisk gedeblad, farvekrap, filtbladet kongelys, fransk løn, gul læbeløs, gul rundbælg, hvid stenurt, høsthvidblomme, håret flitteraks, jernurtsalvie, jomfru i det grønne, karryplante, kermeseg, klokkeensian, klokkeskovranke, korkeg, korngladiolus, kornvalmue, krinolinenarcis, lægejernurt, middelhavsene, middelhavsprydløg, musetorn, oliven, orkidenarcis, palmebladet anemone, pilealant, pinje, polejmynte, porreløg, portugisisk laurbærkirsebær, portugisisk sporebaldrian, portugisisk vibeæg, pyrenæisk eg, rapunselklokke, rosenløg, rosmarin, rødel, sivnarcis, slåen, smalbladet ask, smalbladet lupin, småbladet elm, sommerfuglelavendel, sort svalerod, spansk klokkeskilla, spansk visse, stilkeg, strandfyr, strandkrageklo, sølvpoppel, sølvpotentil, trælyng, vellugtende gulaks, vild oliven, vild tulipan og ægte kastanje

## Galleri
- Blade
- Blomster
- Blomsterstand
- Dyrkning
- Biotop

## Note
1. ↑  Francisco M. Venegas, Dolores Belmonte, Amalio Toboso og Daniel Patón: ’’Análisis de la flora vascular del Parque Nacional de Monfragüe y Área de Influencia (España)’’ (spansk)